# Wuchiapingium
| ❮ | System  | Serie       | Stufe         | ≈ Alter (mya) |
| - | ------- | ----------- | ------------- | ------------- |
| ❮ | später  | später      | später        | jünger        |
| ❮ | P e r m | Lopingium   | Changhsingium | 251,9 ⬍ 254,2 |
| ❮ | P e r m | Lopingium   | Wuchiapingium | 254,2 ⬍ 259,9 |
| ❮ | P e r m | Guadalupium | Capitanium    | 259,9 ⬍ 265,1 |
| ❮ | P e r m | Guadalupium | Wordium       | 265,1 ⬍ 268,8 |
| ❮ | P e r m | Guadalupium | Roadium       | 268,8 ⬍ 272,3 |
| ❮ | P e r m | Cisuralium  | Kungurium     | 272,3 ⬍ 279,3 |
| ❮ | P e r m | Cisuralium  | Artinskium    | 279,3 ⬍ 290,1 |
| ❮ | P e r m | Cisuralium  | Sakmarium     | 290,1 ⬍ 295,5 |
| ❮ | P e r m | Cisuralium  | Asselium      | 295,5 ⬍ 298,9 |
| ❮ | früher  | früher      | früher        | älter         |

Das Wuchiapingium (weniger häufig auch Wujiapingium) ist in der Erdgeschichte die untere chronostratigraphische Stufe des Oberperm oder Lopingium. In absoluten Zahlen (geochronologisch) deckt die Stufe in etwa den Zeitraum von etwa 259,9 bis etwa 254,2 Millionen Jahren ab. Das Wuchiapingium folgt auf das Capitanium und wird vom Changhsingium abgelöst.

## Namensgebung und Geschichte
Der Name der Stufe geht auf Sheng (1962) zurück, der das Lopingium in zwei Formationen unterteilte: in die Wuchiaping- und in die Changhsing-Formation. Kanmera und Nakazawa (1973) haben dann das Wuchiapingium zu einer chronostratigraphischen Einheit definiert. 2004 wurde das Wuchiapingium von der International Commission on Stratigraphy (ICS) und International Union of Geological Sciences (IUGS) als globale chronostratigraphische Stufe beschlossen und ratifiziert.

## Definition und GSSP
Die Basis des Wuchiapingiums ist definiert durch das Erstauftreten der Conodonten-Art Clarkina postbitteri postbitteri. Das Ende der Stufe wird mit dem Erstauftreten der Conodonten-Art Clarkina wangi markiert. Das Referenzprofil (GSSP) des Wuchiapingiums, das Penglaitan-Profil (chinesisch 蓬莱滩剖面), liegt in Laibin im Autonomen Gebiet Guangxi in Südchina.

## Untergliederung
Das Wuchiapingium wird in zwei Ammoniten-Zonen unterteilt:
- Araxoceras-Zone
- Roadoceras/Doulingoceras-Zone

## Lithostratigraphische Einheiten

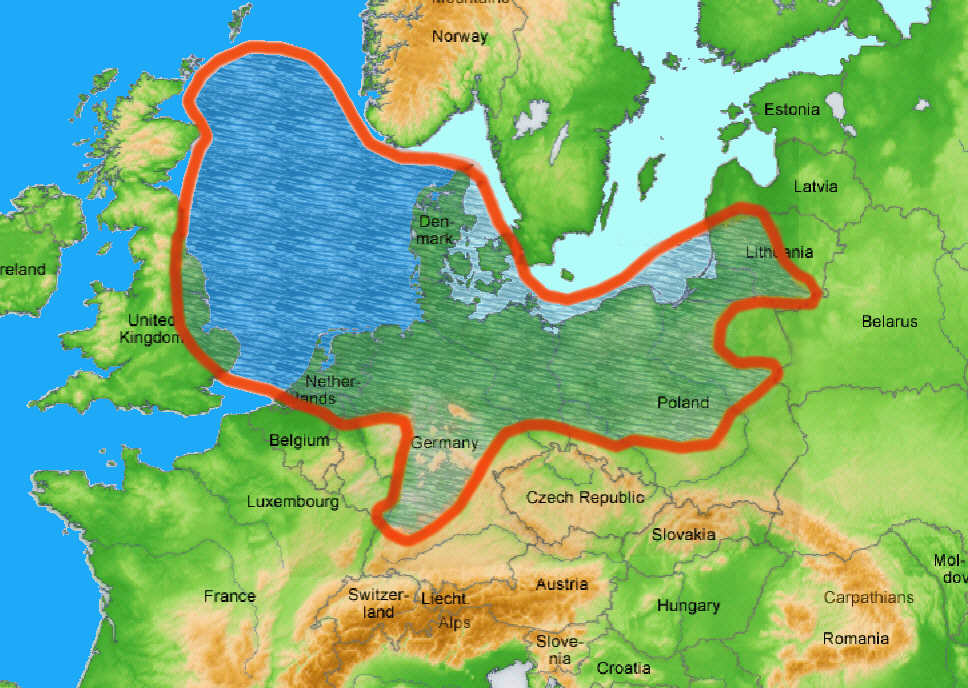
Die Ausdehnung des Zechsteinmeeres

In den Südalpen und in den Ostalpen wird im unteren Wuchiapingium die Gröden-Formation abgesetzt, darüber folgt im oberen Wuchiapingium die Bellerophon-Formation. Im Oberostalpin entsteht das Salinar, das später, tektonisch deformiert zum Haselgebirge, die Gleitsohle der ostalpinen Decken bilden wird. Zudem wird im mittleren Wuchiapingium die terrestrische Rotliegend-Sedimentation im nördlichen Mitteleuropa durch die marine Zechstein-Sedimentation abgelöst. Mithin stammt auch der Kupferschiefer der Basisschichten des Zechsteins aus dem Wuchiapingium.

## Fossilien
Für das Wuchiapingium typische Fossilien unter den Tetrapoden sind:
- Aelurognathus (Gorgonopsia)
- Clelandina (Gorgonopsia)
- Dinogorgon (Gorgonopsia)
- Gorgonops (Therapsida)
- Inostrancevia (Gorgonopsia)
- Intasuchus (Temnospondyli)
- Lycaenops (Gorgonopsia)
- Pareiasaurus (Pareiasauridae)
- Pristerognathus (Theriodontia)
- Procynosuchus (Cynodontia)
- Rhinesuchus (Temnospondyli)
- Rubidgea (Gorgonopsia)
- Sauroctonus (Therapsida)
- Scutosaurus (Pareiasauridae)
- Sycosaurus (Gorgonopsia)
- Youngina (Neodiapsida)

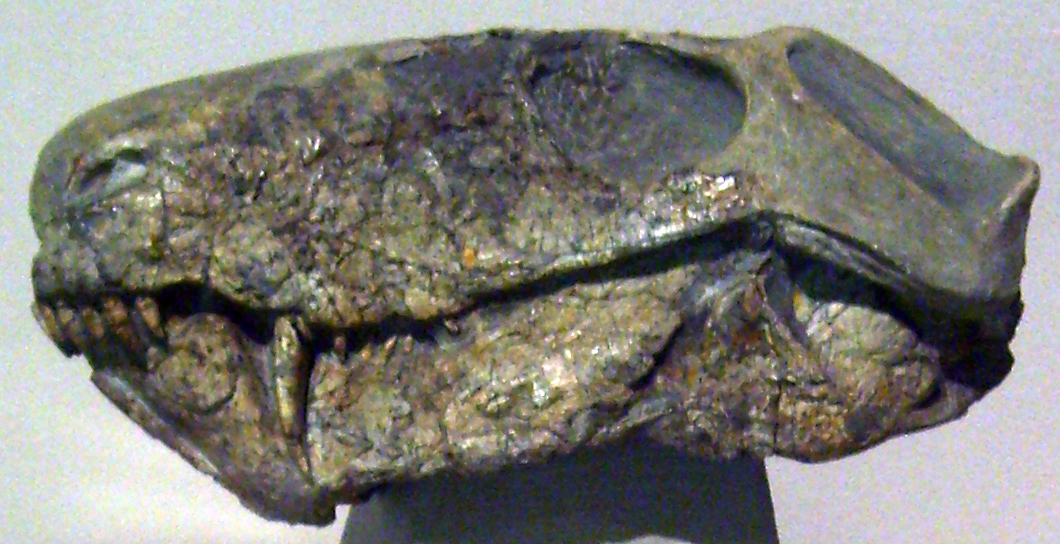
Aelurognathus
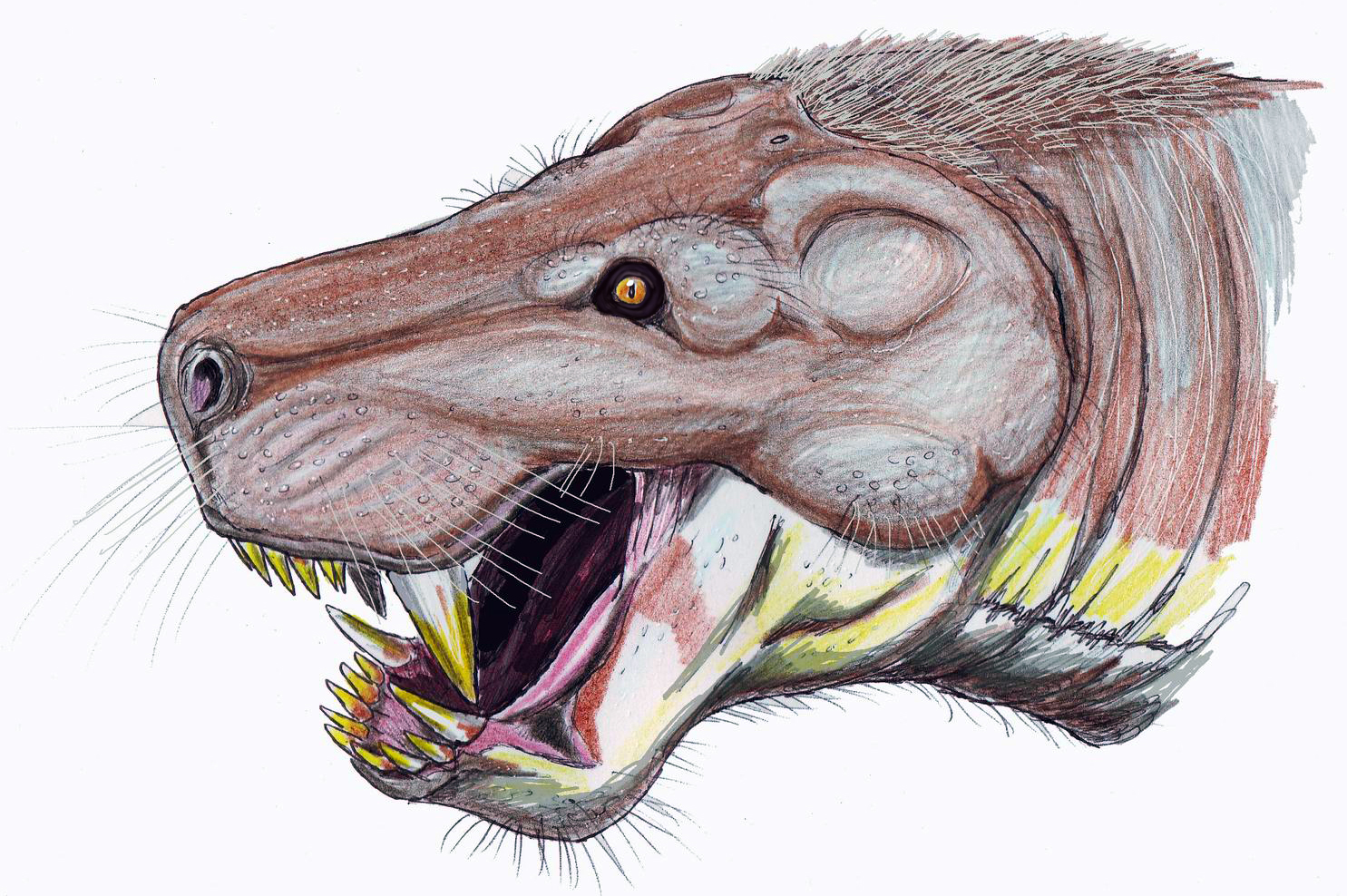
Clelandina rubidgei
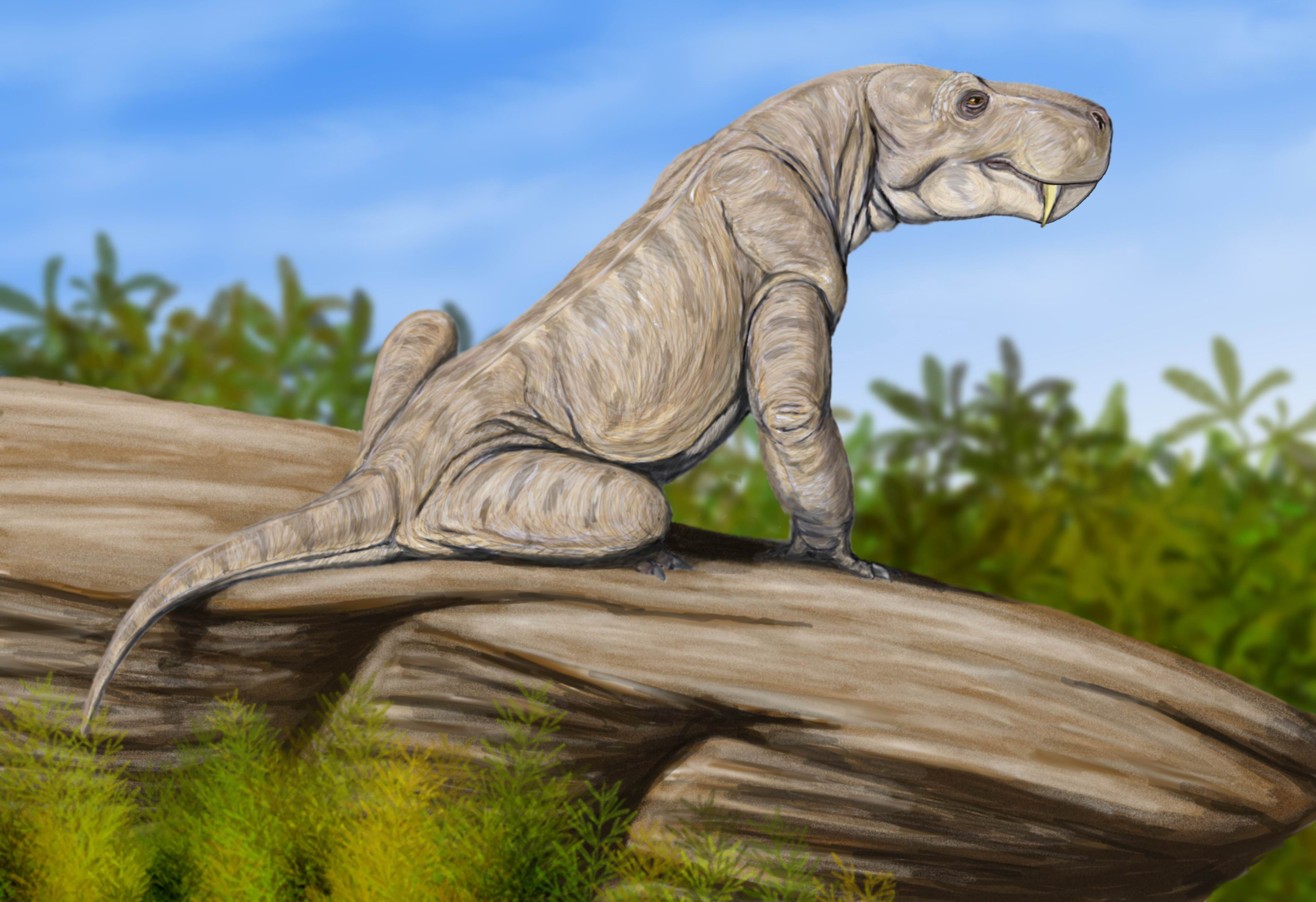
Dinogorgon rubidgei
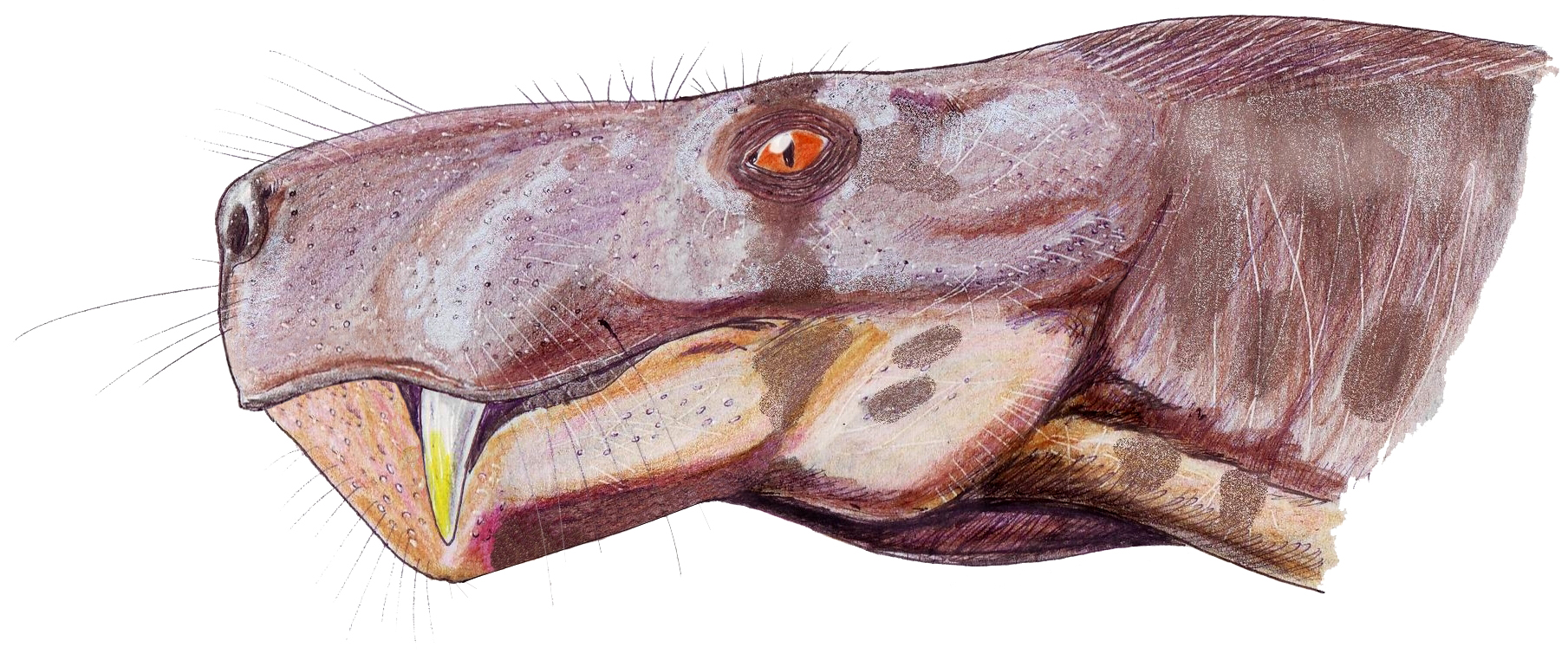
Gorgonops torvus
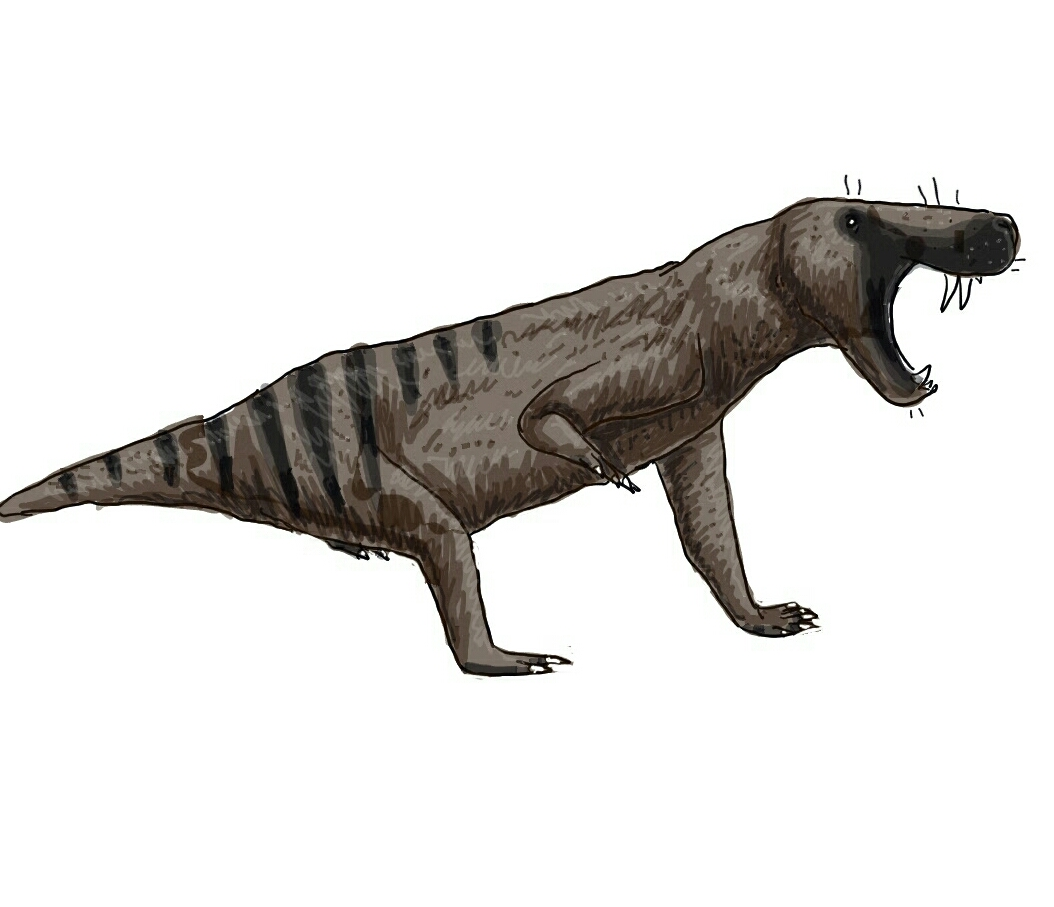
Inostrancevia
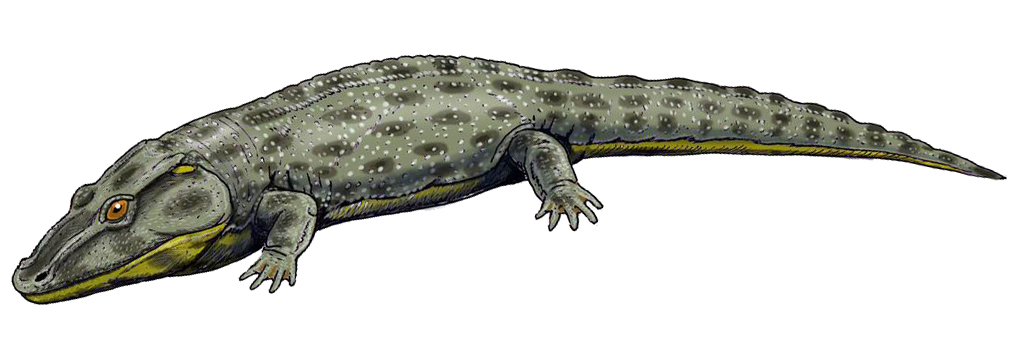
Intasuchus
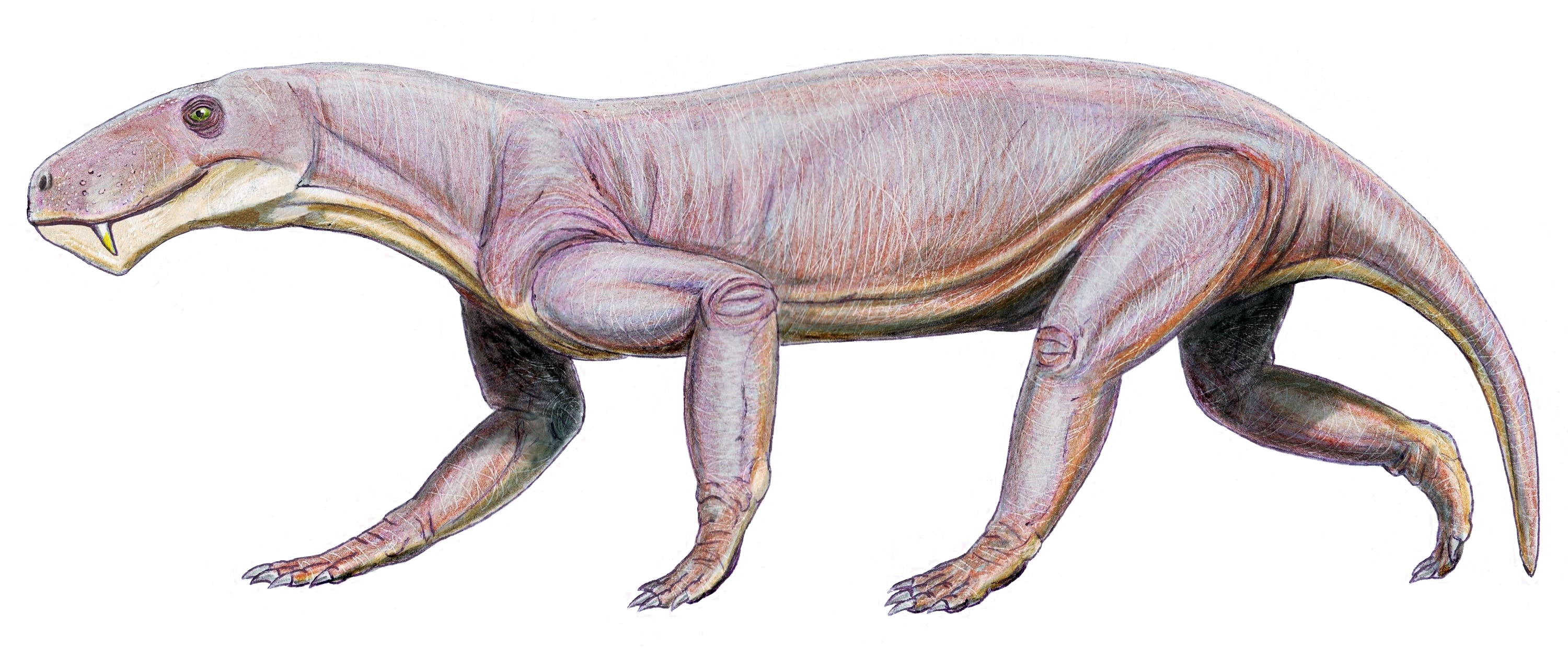
Lycaenops
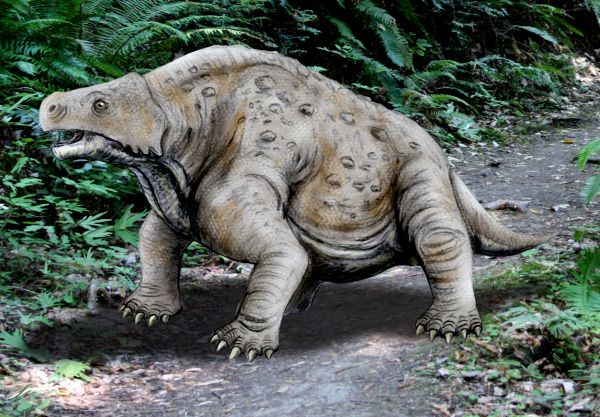
Pareiasaurus serridens
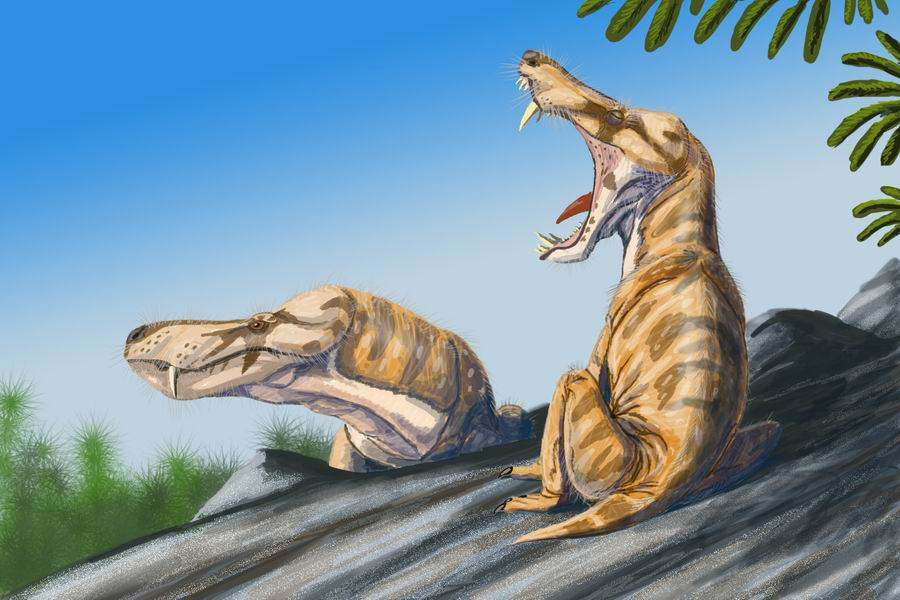
Pristerognathus vanderbyli
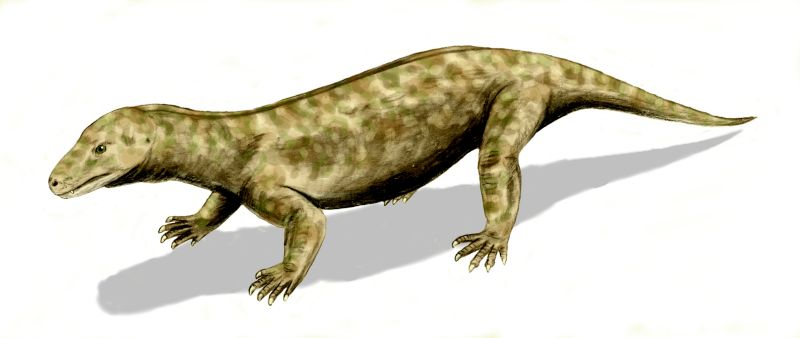
Procynosuchus delaharpeae
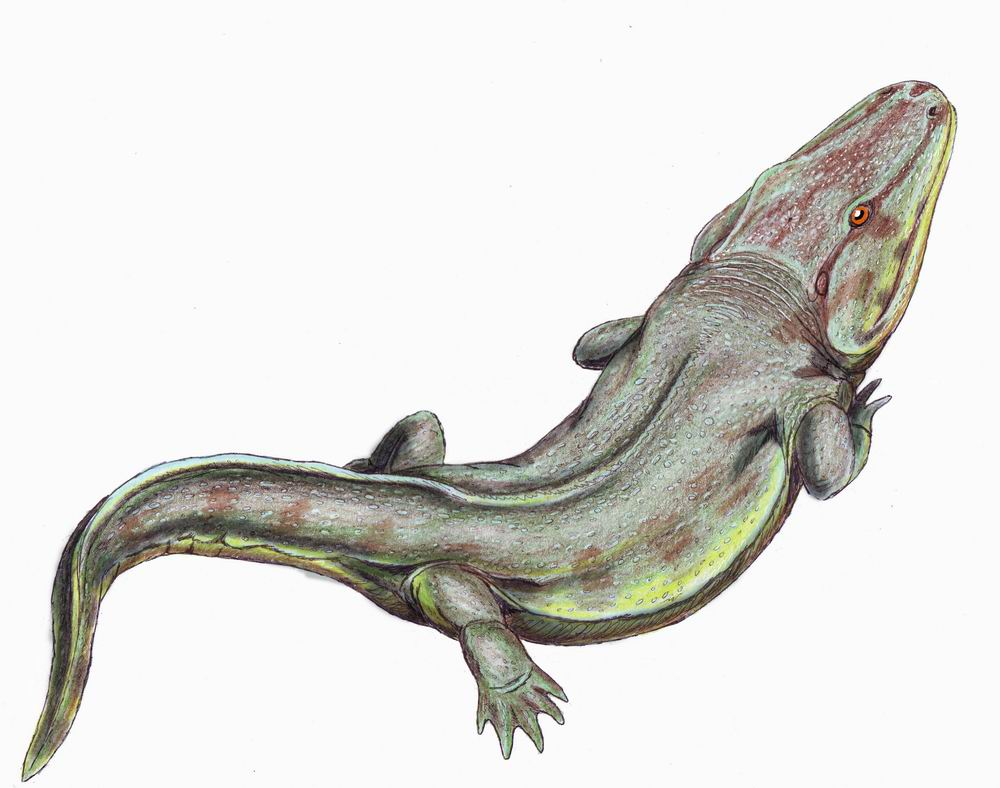
Rhinesuchus
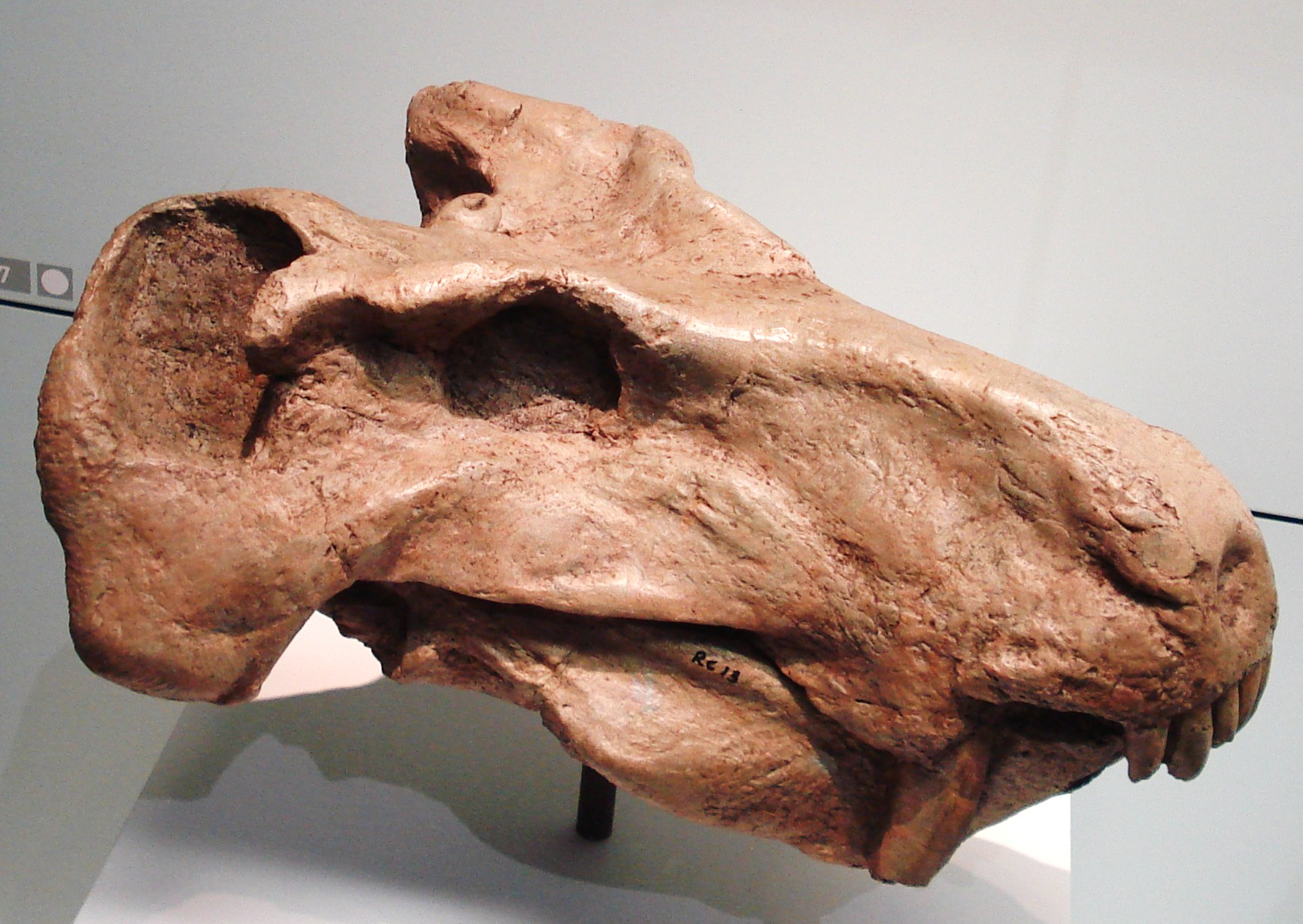
Rubidgea atrox
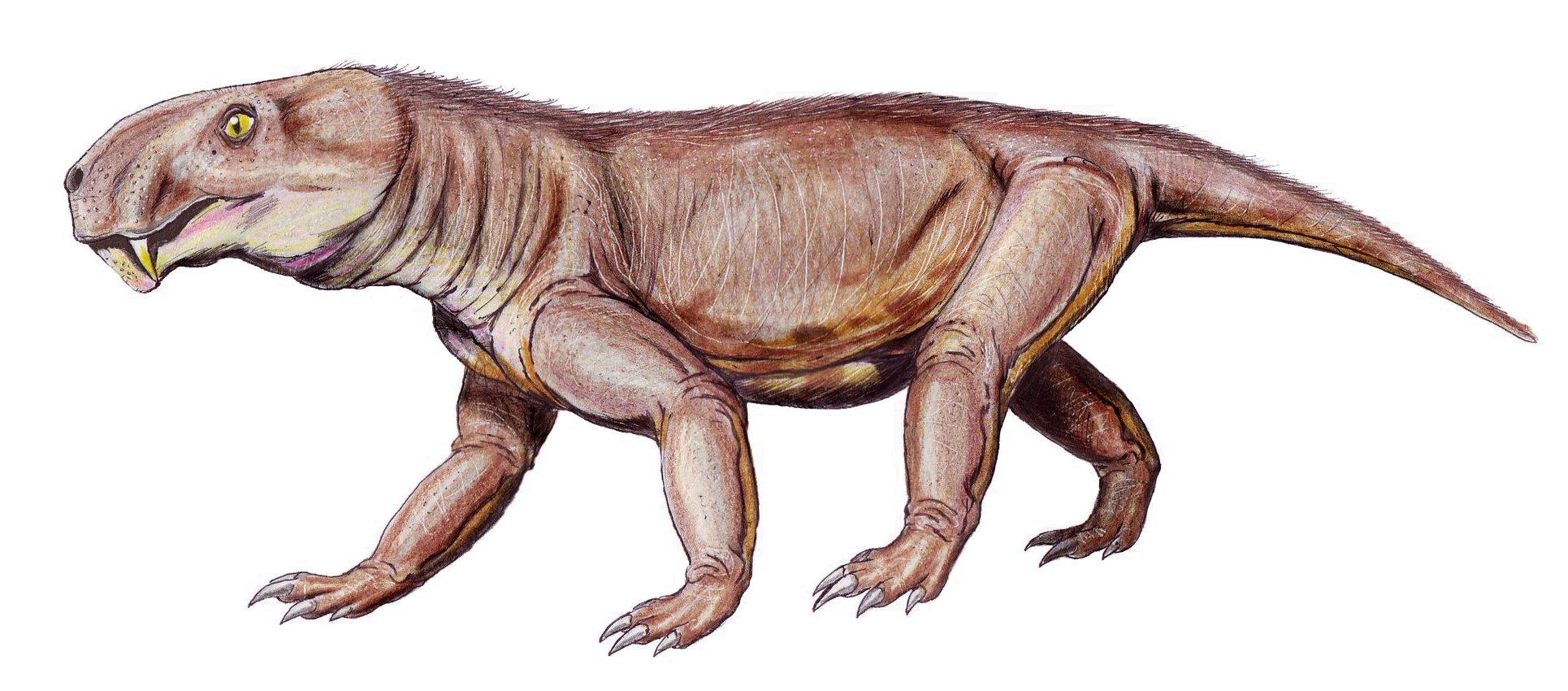
Sauroctonus parringtoni
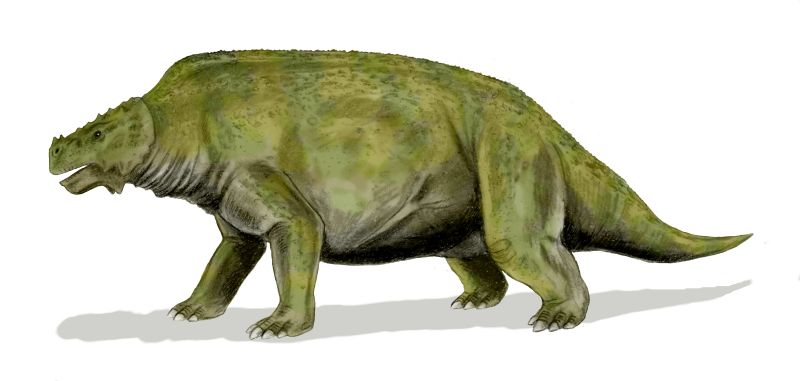
Scutosaurus
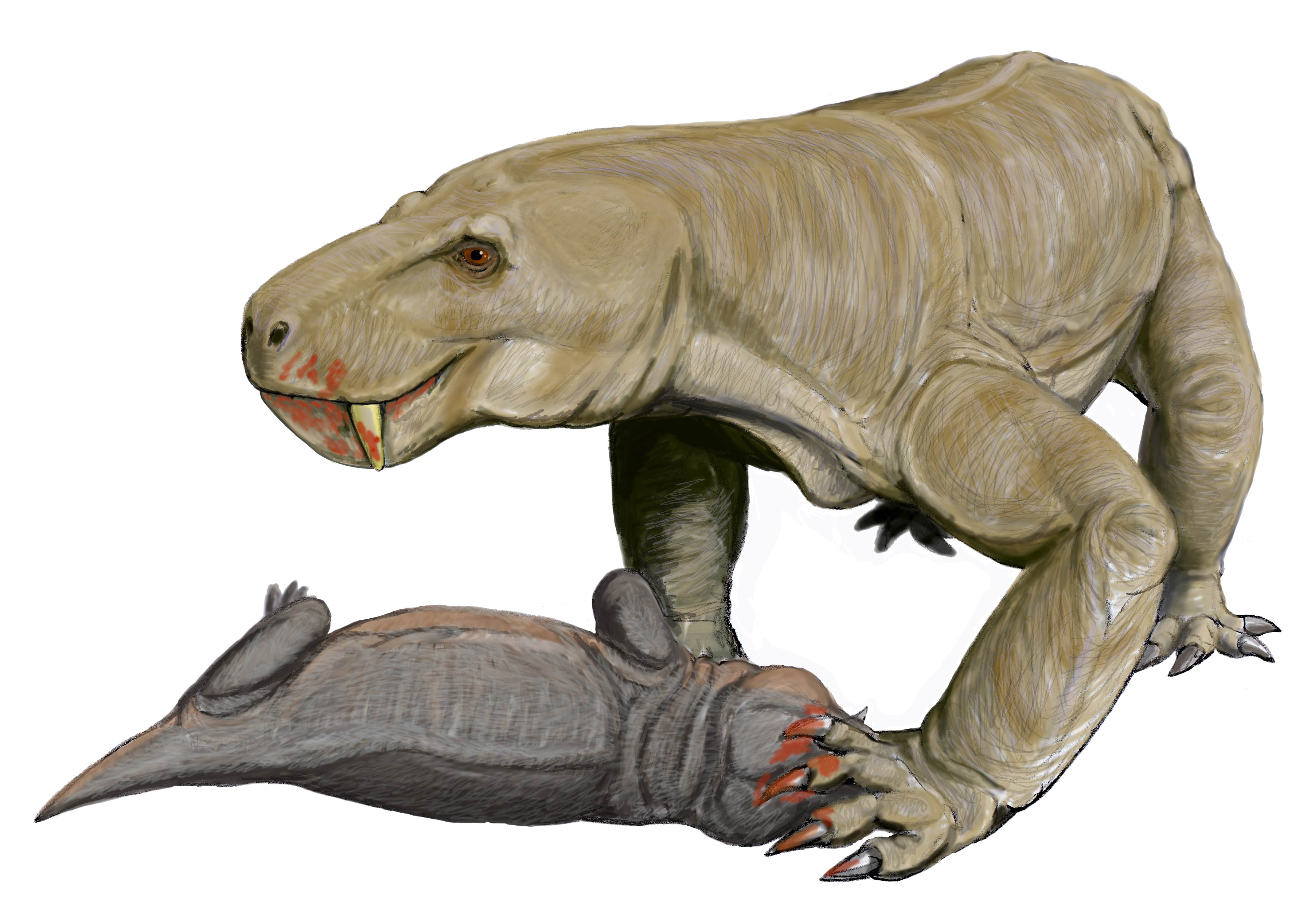
Sycosaurus laticeps
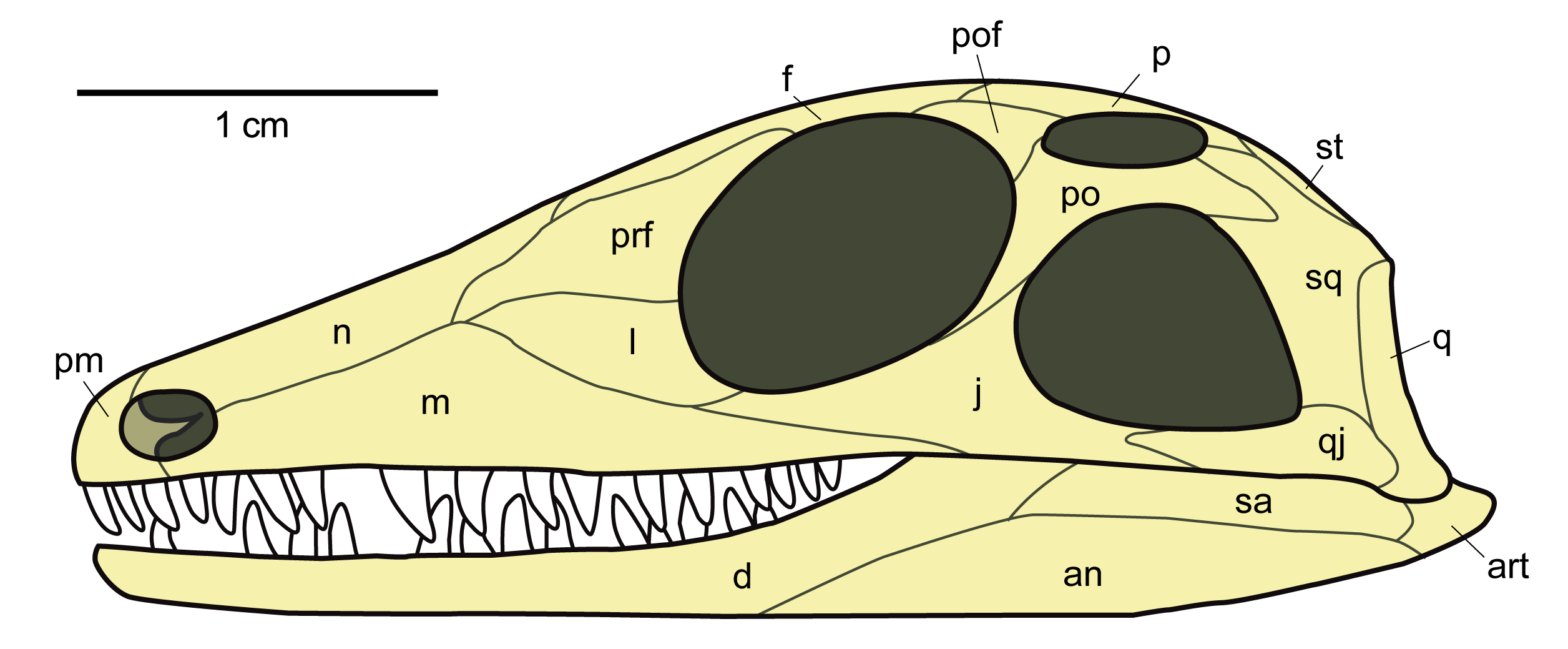
Youngina (Schädel)